# Navordering
Naheffing en navordering zijn fiscale begrippen waarmee men het achteraf vorderen van te weinig betaalde belasting bedoelt. Het gaat om een vergelijkbaar verschijnsel, alleen bij aangiftebelastingen heet het naheffing en bij aanslagbelastingen navordering.
Voor naheffing en navordering gelden termijnen van respectievelijk vijf en twaalf jaar. Het mag echter slechts onder bepaalde stringente voorwaarden. In het algemeen is een boven water komen van een nieuw feit vereist, waarvan de belastingplichtige wist of behoorde te weten dat dit tot een hogere belasting leidt. Dit is meestal het geval bij frauduleuze handelingen. Fouten van de kant van de belastingdienst in de oorspronkelijke aangifte leiden niet tot naheffing of navordering, tenzij dit voor de belastingplichtige kenbaar was. Bij een nul te weinig in een aanslag zal dit al snel het geval zijn.
Indien schuld of opzet in het spel is, kan de belastingdienst naast de naheffing of navordering een boete opleggen van maximaal 100% van de extra belasting. Ook zal heffingsrente berekend worden. In een aantal gevallen in de loonbelastingsfeer worden ook wel renteloze naheffingsaanslagen opgelegd.
Navorderen gebeurt alleen bij aanslagbelastingen, dit kan in beginsel alleen indien sprake is van kwade trouw. 
Naheffen is alleen mogelijk bij afdrachts- en voldoeningsbelastingen. 